# 乙都さきの
乙都 さきの（おと さきの、1997年12月2日 - ）は、日本の元AV女優。

## 略歴
2017年10月、プレステージの専属女優としてAVデビュー。所属事務所はマインズ。
2020年4月7日、公式ツイッターで引退を発表。

## 人物
香川県出身。
趣味・特技は岩盤浴、書道。
初体験は16歳の時に当時付き合っていた同じ学校の同級生と。経験人数は4人。
可愛い女の子が好きでアイドル好きだったことの延長でAV女優が好きになりAVも見るようになった。見ているうちに自分も一歩踏み出して有名になりたいと思い、またエッチな事が好きだったこともありAV出演を決めた。

## 出演作品

### アダルトDVD
2017年
- 新人 プレステージ専属デビュー（10月27日、プレステージ）
- スポコス汗だくSEX4本番! act.12 体育会系・乙都さきの（11月24日、プレステージ）
- 僕のセフレは同じ学校に通う姉 弟目線の7シチュエーション（12月29日、プレステージ）

2018年
- 新・絶対的美少女、お貸しします。 ACT.79（1月26日、プレステージ）
- 風俗タワー 性感フルコース 3時間SPECIAL ACT.23（5月18日、プレステージ）
- 女子マネージャーは、僕達の性処理ペット。 030（6月15日、プレステージ）
- 顔射の美学 02 美女の顔面に溜まりに溜まった“白濁男汁(スペルマ)”をぶちまけろ!!（7月20日、プレステージ）
- 1VS1 【※演技一切無し】 本能剥き出しタイマン4本番 ACT.14（8月17日、プレステージ）
- 絶対的鉄板シチュエーション 12（9月21日、プレステージ）
- 人生初・トランス状態 激イキ絶頂セックス 48（10月19日、プレステージ）
- 乙都さきのの極上筆おろし 24 すっごい騎乗位で童貞暴発!（11月16日、プレステージ）
- なまなかだし 27（12月21日、プレステージ）

2019年
- エンドレスセックス ACT.11（1月18日、プレステージ）
- 乙都さきの 8時間 BEST PRESTIGE PREMIUM TREASURE vol.01（1月25日、プレステージ）※ベスト盤
- 本番オーケー!? 噂の裏ピンサロ 06（2月15日、プレステージ）
- 天然成分由来 乙都さきの汁 120% 57（3月15日、プレステージ）
- ボクの妹・乙都さきのとエッチなふたりぐらし 近親相姦シリーズ No.005（4月19日、プレステージ）
- ラッキースケベ 7（5月17日、プレステージ）
- ひたすら生でハメまくる、終らない中出し性交。（6月21日、プレステージ）
- スプラッシュさきの 女の体液、全部抜く!驚異の3本番（7月19日、プレステージ）
- 伝説の超高級サロン究極のM性感秘密倶楽部（8月16日、プレステージ）[7]
- 超♥透け透けスケベ学園 CLASS 05 青春は透き通る位じゃなきゃダメなんだ!（9月20日、プレステージ）
- 密着ドキュメント FILE.02 私、SEXを極めたいです。（10月18日、プレステージ）共演:みひな
- 乙都さきの 8時間 BEST PRESTIGE PREMIUM TREASURE vol.02 全6作品+未公開映像で「乙都さきの」の軌跡をたどる永久保存盤!!（10月25日、プレステージ）※ベスト盤
- 絶対的下から目線 おもてなし庵 15 神尻小町 乙都さきの（11月15日、プレステージ）
- 乙都さきのの極上筆おろし 2nd 32 さらに磨かれたテクニックで待望の第二弾（12月13日、プレステージ）

2020年
- 中出し射精執行官 Case.04（1月17日、プレステージ）
- 性欲、解放区。 series.01 お互い性欲が尽き果てるまで【たかめ合う】濃密性交 性欲の限界 24本番24発射（2月7日、プレステージ）
- ヤリ過ぎ中出し温泉 File.04（3月6日、プレステージ）
- 変態サムライ×乙都さきの 其の参 接写エロス 中出しSEX 4時間 脇・舌・足裏…フェチ（4月24日、プレステージ）
- 引退 緊縛、レズ、11P大乱交…最も過激な引退作!! これで見納め完全燃焼13本番（5月15日、プレステージ）共演:あおいれな[8]
- 乙都さきの 8時間 BEST PRESTIGE PREMIUM TREASURE vol.03 全8作品で「乙都さきの」の軌跡をたどる永久保存盤!!（7月17日、プレステージ）※ベスト盤

### VR
- 騎乗位の天才の尋常じゃない腰使い! 身長143cm・乙都さきの小悪魔痴女SEX!（2018年10月12日、プレステージ）
- 「お兄ちゃん大好き♥」 胸チラと桃尻で誘惑してくる僕の妹・乙都さきのとイチャらぶSEX!（2018年11月9日、プレステージ）

## テレビ
- ケンコバのバコバコテレビ（2019年4月12日、サンテレビ）

## 雑誌
- FRIDAY 2017年11月3日号（講談社） - グラビア「ドキドキ・ヘアヌード」
- 月刊DMM 2018年1月号（ジーオーティー） - インタビュー
- 月刊ヤングチャンピオン烈 2019年7号（秋田書店） - 袋とじグラビア（共演:唯井まひろ）
- 月刊FANZA 2019年10月号（ジーオーティー）- インタビュー
- 月刊FANZA 2019年11月号（ジーオーティー）- インタビュー

## デジタル写真集
- FRIDAYデジタル写真集プレミアム 乙都さきの「ドキドキ初ヘアヌード」（2018年1月26日、講談社、撮影:唐木貴央）